# Manduca chinchilla
Manduca chinchilla är en fjärilsart som beskrevs av Bruno Gehlen 1942. Manduca chinchilla ingår i släktet Manduca och familjen svärmare. Inga underarter finns listade i Catalogue of Life. Vingspannet är 124 mm. Arten är känd från Peru, Chile och Bolivia.